# Citroën H

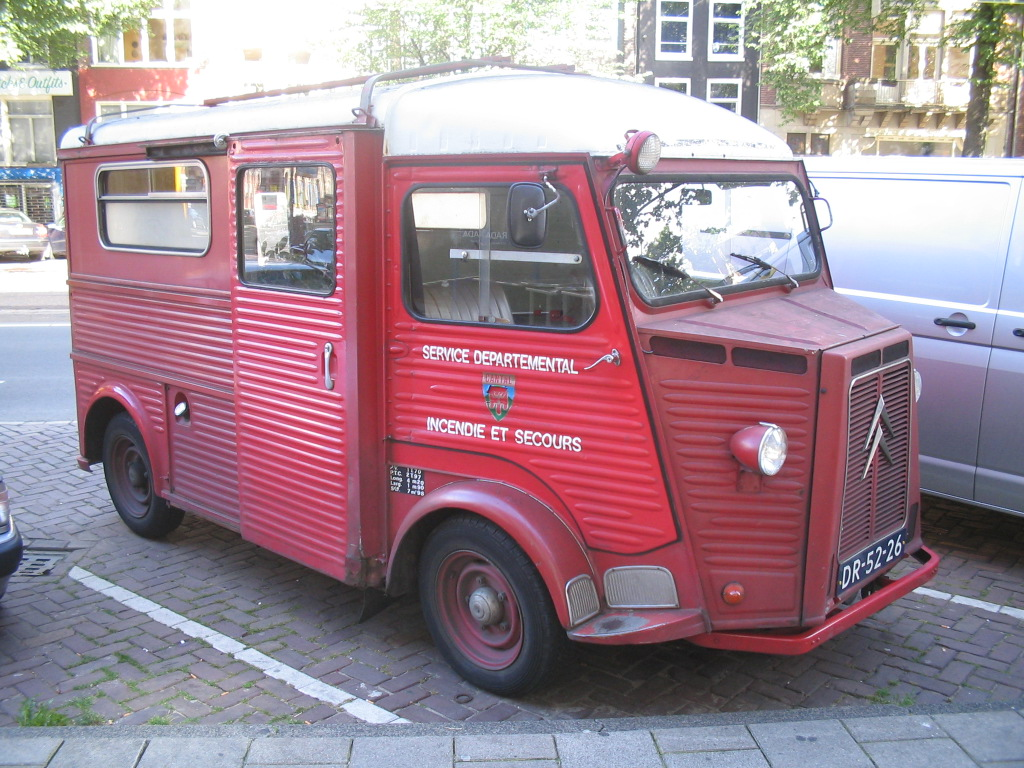
Citroën HY

Citroën H/HY – samochód dostawczy z nadwoziem typu furgon i bus, produkowany przez koncern Citroën w latach 1947–1981.

## Historia modelu
Citroën H nie miał swojego poprzednika - powstał tuż po wojnie, w odpowiedzi na duże zapotrzebowanie na cywilne, nieduże i zwinne ciężarówki o średnim tonażu.
Zyskał miano „Belmondo wśród aut dostawczych” za swoją nietypową „urodę”. Mimo tego był bardzo udanym i chętnie kupowanym „dostawczakiem”. Najlepszym dowodem jest długość okresu produkcji i liczba 473 289 wyprodukowanych egzemplarzy. Zastąpił go dopiero model C25.

### Wyposażenie
Wyposażenie samochodu było bardzo ubogie, zaś konstrukcja bardzo prosta, przez cały okres produkcji montowane były silniki: dwa benzynowe oraz trzy wysokoprężne. Napędzały one koła przednie.
- Silniki benzynowe:
  - Citroen 1 628 cm³ (9 CV)o mocy: 42 KM lub 45 KM
  - Citroen 1 911 cm³ (11 CV) o mocy: 34 KM lub 48 KM

- Silniki wysokoprężne:
  - Indenor 1 610 cm ³ (7 CV) o mocy: 50 KM SAE
  - Perkins 1 621 cm ³ (7 CV) o mocy: 41,5 KM lub 42,6 KM
  - Indenor 1 946 cm ³ (8 CV) o mocy: 57,5 KM SAE[1]

Auto dostępne było w kilku wariantach rozmiarowych:
- Długość powierzchni użytkowej: 2,44 m – 4,44 m
- Wysokość użytkowa: 1,82 m – 2,32 m
- Pojemność użytkowa: 7.3 m³ – 17.8 m³